# Jean Cueff
Pour les articles homonymes, voir Cueff.
Jean Cueff, né le 6 novembre 1931 à Plougoulm, et mort le 1er janvier 1982 à Plougonven, est un footballeur français. Milieu de terrain, il a réalisé l'ensemble de sa carrière professionnelle au Stade rennais et au CO Roubaix-Tourcoing.

## Carrière
Originaire du Nord-Finistère, Jean Cueff évolue au Stade Léonard à Saint-Pol-de-Léon lorsqu'il est recruté par le Stade rennais en 1951. Pour sa première saison professionnelle, il ne dispute que onze rencontres de Division 1, concurrencé à son poste de demi-droit par plusieurs joueurs, dont l'Italien Ernesto Sandroni voire l'international Jean Prouff. Titulaire lors du début de saison suivant, il totalise cette fois vingt apparitions, mais doit ensuite céder sa place à Frédéric Nikitis puis à son propre entraîneur Salvador Artigas. 1953-1954 ne lui permet pas non plus de s'affirmer comme un titulaire indiscutable. Jean Gondouin commence la saison comme titulaire, mais son replacement en attaque profite par la suite à Cueff.
La saison 1954-1955 est enfin celle de l'installation de Jean Cueff dans le onze-type durant toute la saison, associé à Léon Rossi dans l'entre-jeu. En 1956, il obtient un titre de champion de France de deuxième division avec le Stade rennais, ce qui lui permet de retrouver l'élite lors de la saison 1956-1957. Il s'y retrouve cette fois associé à René Gaulon, puis recule pour occuper un poste en défense. Exerçant le métier de cultivateur en plus de celui de footballeur, Cueff effectue l'ensemble de sa dernière saison rennaise en défense, aux côtés de Jacques Poulain et Antoine Pascual, mais subit cependant la concurrence du jeune Yves Boutet.
En 1958, âgé de 26 ans, Cueff rejoint le CO Roubaix-Tourcoing, qui évolue en deuxième division. Il reste pendant quatre saisons dans le Nord, cumulant un total de 134 matchs de championnat. En 1962, un an avant la perte du statut professionnel par le club nordiste, il met un terme à sa carrière professionnelle. Il décède vingt ans plus tard, à l'âge de cinquante ans, dans son Nord-Finistère natal.

## Statistiques
Le tableau suivant récapitule les statistiques de Jean Cueff durant sa carrière professionnelle,.
| Saison                | Club                  | Championnat           | Championnat | Championnat | Coupe(s) nationale(s) | Coupe(s) nationale(s) | Coupe Drago | Coupe Drago | Total | Total |
| Saison                | Club                  | Division              | M.          | B.          | M.                    | B.                    | M.          | B.          | M.    | B.    |
| 1951 - 1952           | Stade rennais         | D1                    | 11          | 0           | 5                     | 0                     | -           | -           | 16    | 0     |
| 1952 - 1953           | Stade rennais         | D1                    | 20          | 0           | 0                     | 0                     | -           | -           | 20    | 0     |
| 1953 - 1954           | Stade rennais         | D2                    | 19          | 1           | 1                     | 0                     | -           | -           | 20    | 1     |
| 1954 - 1955           | Stade rennais         | D2                    | 37          | 1           | 1                     | 0                     | -           | -           | 38    | 1     |
| 1955 - 1956           | Stade rennais         | D2                    | 24          | 0           | 4                     | 0                     | 1           | 1           | 29    | 1     |
| 1956 - 1957           | Stade rennais         | D1                    | 27          | 1           | 1                     | 0                     | 1           | 0           | 29    | 1     |
| 1957 - 1958           | Stade rennais         | D2                    | 26          | 0           | 3                     | 0                     | 2           | 0           | 31    | 0     |
| 1958 - 1959           | CO Roubaix-Tourcoing  | D2                    | 33          | 0           | 3                     | 0                     | -           | -           | 36    | 0     |
| 1959 - 1960           | CO Roubaix-Tourcoing  | D2                    | 25          | 0           | 2                     | 0                     | -           | -           | 27    | 0     |
| 1960 - 1961           | CO Roubaix-Tourcoing  | D2                    | 31          | 0           | 7                     | 0                     | -           | -           | 38    | 0     |
| 1961 - 1962           | CO Roubaix-Tourcoing  | D2                    | 30          | 0           | 3                     | 0                     | -           | -           | 33    | 0     |
| Total sur la carrière | Total sur la carrière | Total sur la carrière | 283         | 3           | 30                    | 0                     | 4           | 1           | 317   | 4     |

## Palmarès
- 1956 : Champion de France de Division 2 avec le Stade rennais
- 1958 : Vice-champion de France de Division 2 avec le Stade rennais